# 亨利·艾伦·格里森

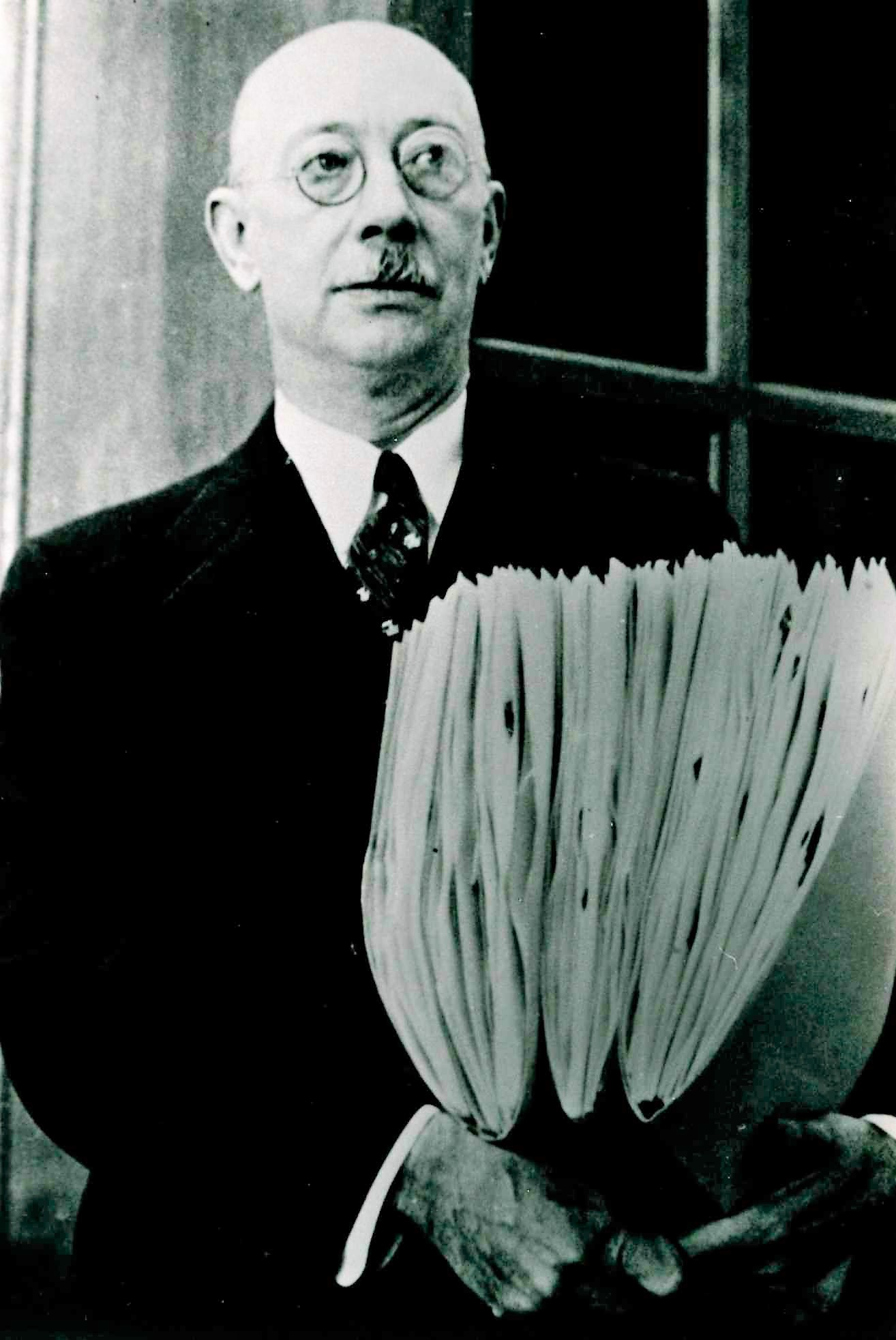
亨利·艾伦·格里森

亨利·艾伦·格里森（Henry Allan Gleason，1882年—1975年）为美国生态学家，植物学家及分类学家。